# 179
Рік 179 (CLXXIX) був невисокосним роком Юліанського календаря, що почався у четвер. У той час він був відомий як Рік консульства Аврелія та Веру, або рідше, як рік 932 Ab urbe condita. Цей рік почав рахуватися як 179-ий з епохи раннього Середньовіччя, коли в Європі запанувала система хронології Anno Domini.
Римська імперія  •  Династія Хань  •  Кушанська імперія
 •  Парфянське царство

## Геополітична ситуація
Римська імперія займає південь Європи, частково Британію, західну частину Азії, північ Африки.  У ній правлять спільно Марк Аврелій та Коммод.  Сусідами римлян у Азії є Парфянське царство. Північ Європи за Рейном та за Дунаєм займають численні германські племена. В імперії продовжується чума Антоніна. 
У Китаї править династія Хань,  
а в Індостані — Кушанська імперія. На Корейському півострові триває період трьох держав.
На землях сучасної України розселені племена черняхівської та липицької культур, в степах півдня — сармати.

## Події
- Консулами у Римі були Коммод та  Публій Марцій Вер.
- Відбулася друга війна римлян з маркоманами, яких Марк Аврелій прогнав за Дунай та укріпив кордон.
- Когукчхон очолив  Когурьо.

## Народились
- Пан Тун — китайський державний діяч.
- Сима Ї — китайський генерал і політик.